# Umbrella Corps
Umbrella Corps (conocido como Biohazard: Umbrella Corps en Japón) es un videojuego de disparos táctico en tercera persona desarrollado y publicado por Capcom para Microsoft Windows y PlayStation 4. Es un Spin-off de la franquicia de Resident Evil, fue lanzado en junio del 2016.

## Ambientación
El videojuego se desarrolla después de los acontecimientos de Resident Evil 6. La Corporación Umbrella se ha reducido, pero todavía hay una gran cantidad de valiosa información que se puede encontrar. Varias corporaciones, que compiten entre sí por la tecnología de las bio-armas, quieren buscar estos secretos. Como resultado de ello, envían mercenarios en varios sitios infestados de zombis para buscar estos secretos ocultos. El juego no dispone de campaña principal.

## Jugabilidad
Umbrella Corps es un videojuego de tipo shooter multijugador competitivo que cuenta con zombis. Los jugadores juegan como mercenarios que pertenecen a dos empresas diferentes, y ellos tienen la tarea de cooperar con sus compañeros mercenarios para eliminar a todos los jugadores hostiles. Los jugadores pueden elegir jugar desde una perspectiva en primera persona, o una perspectiva de tercera persona.
Los mapas del juego se describen como "zonas de batalla compacta" que tienen temas y ambientes históricos tradicionales de Resident Evil. El juego cuenta con armas a distancia como rifles semiautomáticos, escopetas, pistolas, granadas y explosivos, así como instrumentos cuerpo a cuerpo extraños como hachas de combate. Con el fin de viajar entre los mapas de una manera efectiva, las características del juego reutilizan material a escalada, así como "picos de terreno", que pueden ser usados para atravesar terrenos difíciles. Hay tres clases disponibles para que los jugadores puedan elegir, que son: asalto, corto alcance y táctico. Cada clase está equipada con diferentes armas.
Con el fin de protegerse a sí mismos contra los enemigos, los jugadores pueden esconderse detrás de estructuras como muros. El juego cuenta con un sistema de cobertura que se llama "cobertura analógica", que destaca los objetos en los que se puede esconder uno detrás de un color azul. Los jugadores pueden animarse a salir de la cubierta para atacar a los enemigos. Cuantos más los jugadores se inclinan hacia fuera de la cubierta, mayor será la precisión de sus armas. Con el fin de reducir su visibilidad para los competidores, los jugadores pueden elegir agacharse. Sin embargo, estas acciones sacrifican velocidad de movimiento. El hacha de combate también se puede utilizar para desviar los ataques de los enemigos. Los jugadores que se mueren, entran en un modo de espectador, en el que las ubicaciones de los oponentes se revelan a ellos. Son incapaces de entrar en combate, pero pueden comunicarse con los miembros supervivientes del equipo.
Los mapas de juego están infestados de zombis. Los jugadores están equipados con un dispositivo llamado "Zombie Jammer", lo que hace que los zombis ignoren su presencia. Sin embargo, todavía serían atacados por ellos si intencionalmente o accidentalmente disparan. Los jugadores pueden interrumpir el Jammer de su oponente con el uso de su "Jammer Buster", lo que los haría visibles para los zombis, y por lo tanto, lo que los obliga a tratar con más amenazas. Los Zombis también puede ser tomados por los jugadores, y se pueden utilizar como escudos. El juego también contaría con un sistema de progresión y personalización. Sin embargo, la mayoría de la personalización se limita sólo a los elementos cosméticos.

## Desarrollo
El juego fue desarrollado por el estudio de Capcom Osaka, que es la sede Capcom. El objetivo del equipo es crear un juego con un combate de ritmo rápido y experiencias multijugador profundas. En lugar de un gran entorno abierto, los mapas que aparecen en el juego son generalmente pequeños y densos. El juego atrajo influencias de los shooter de estilo occidental para Microsoft Windows. El nombre de "Resident Evil: Umbrella Corps" fue registrado por Capcom el 29 de julio de 2015, y fue revelado en la rueda de prensa de Sony Computer Entertainment en el Tokyo Game Show de 2015 un mes y medio más tarde. Es un juego descargable, y se dispone a ser lanzado para Microsoft Windows y para la PlayStation 4 a principios de 2016. La fecha de lanzamiento coincide con el 20 aniversario de la franquicia.

## Recepción
Tras el estreno del juego, este recibió una recepción generalmente negativa, con las críticas comparando el juego a la franquicia de Call of Duty y al propio título de Capcom Resident Evil: Operation Raccoon City., Que fue muy criticado Andy Chalk de PC Gamer pensó que el juego se desvió demasiado lejos de la franquicia, y que era una adición sentida a la serie. Nicholas Tan de Game Revolution pensó que Umbrella Corps era un shooter estándar y genérico en primera persona con una piel de Resident Evil en él. Sin embargo, Michael McWhertor de Polígon, elogió el juego después de jugarlo. Agregó que el juego puede ofrecer diversión "rápida" a pesar de ser raro, y pensó que se adapta a su precio presupuestado. Algunos críticos encontraron que el juego no se ve nada como un juego de Resident Evil.